# Skovrandøje
Skovrandøjen (Pararge aegeria) er en sommerfugl i takvingefamilien. Den er udbredt i Europa og gennem Lilleasien mod øst til Iran. I Danmark er den blevet almindelig i de seneste 100 år. Skovrandøjen holder til i alle slags skove, også de moderne intensivt drevne. Den holder til i små lysninger og solpletter, hvor hannerne opretter deres yngleterritorier og forsvarer dette mod alle indtrængende, undtaget selvfølgelig hunskovrandøjer. Skulle en sådan komme forbi forsøger hannen at forføre hende med en duftsky fra hans duftskæl, der sidder på oversiden af forvingerne. Sommerfuglen flyver i Danmark fra det tidlige forår, omkring april, til hen på efteråret omkring oktober.

## Forekomst i Danmark
Skovrandøje har i løbet af det 20. århundrede bredt sig til store dele af Danmark fra resten af Europa. Før da var den meget sjælden i landet. Nu findes den specielt talrigt på Øerne og i Østjylland.

## Udseende
Sommerfuglen har flødefarvede lyse pletter på oversiden af vingerne, vingefanget er mellem 35 og 44 mm, hvor hunnerne er størst og den individuelle variation i farve og øjepletter er ikke så stor som ved. f.eks. engrandøjen.

## Livscyklus
Æggene klækkes efter ca. 1 uge. Nogle larver er udvokset efter 2-3 uger, mens andre går i sommerdvale og først er udvoksede efter 2-3 måneder. Når larven er udvokset forpupper den sig. Tidligt formede pupper udklækkes efter 2-4 uger, mens sene pupper overvintrer til næste år. Halvvoksne larver er også i stand til at overvintre. På denne måde har skovrandøjen årligt 2-3 overlappende generationer.

## Foderplanter
De voksne skovrandøjer tiltrækkes af brombær- og hindbærblomster, saft fra træer, honningdug fra bladlus, ekskrementer og overmoden frugt. Larven lever af forskellige græsser, fx almindelig hundegræs, skovstilkaks, mosebunke og rørhvene.